# 頭最長肌

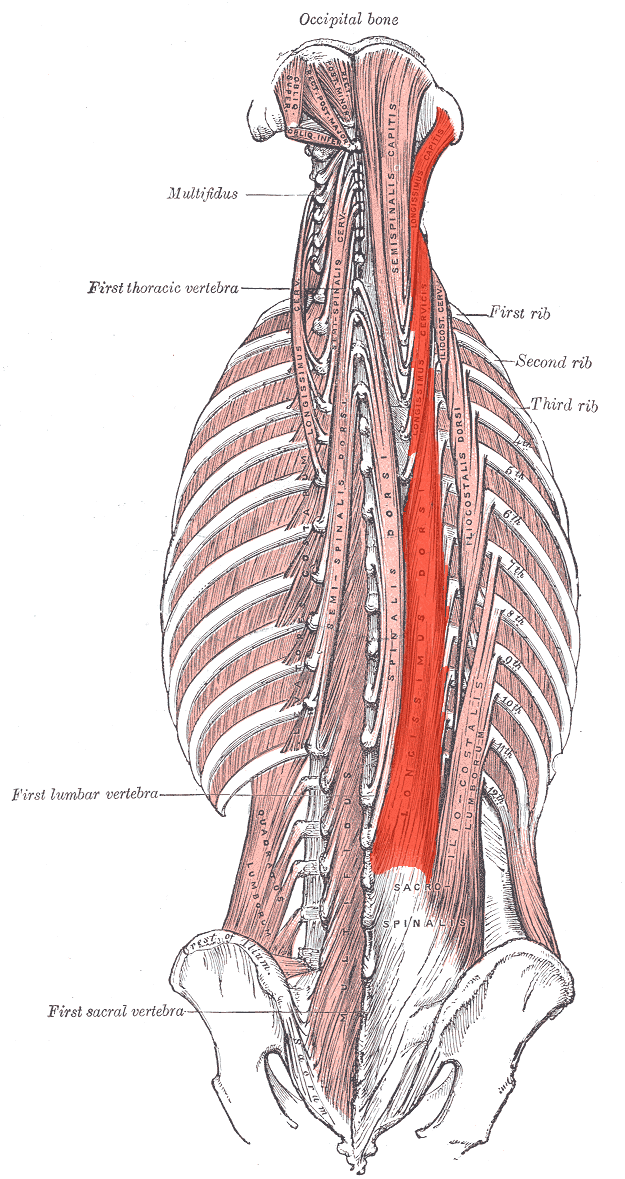
頭最長肌

頭最長肌為使頭部抬起或轉動的肌肉，此肌肉名的含意為頭部最長的肌肉。頸兩側的每塊頭最長肌沿頸後向下延伸,從頭骨中的顳骨到脊柱中最低的頸椎。如果沒有支撐，頭部將會向下垂，形成打盹的現象一般。頭最長肌和其他數塊頸肌使頭部豎直並能使它轉動。頭部可藉由頭夾肌而能轉動和傾斜，而頸夾肌則可使頸扭動。

## 來源
〈人體學習百科〉 貓頭鷹出版社
ISBN 957-9684-11-1
Template:Muscle